# Arano
Arano település Spanyolországban, Navarra autonóm közösségben. Arano Goizueta, Elduain, Hernani, Donostia-San Sebastián és Errenteria községekkel határos. Lakosainak száma 110 fő (2024).

## Népesség
A település népessége az elmúlt években az alábbi módon változott:
| Lakosok száma | 144  | 141  | 127  | 134  | 121  | 111  | 110  | 116  | 111  | 110  |
|               | 2001 | 2004 | 2007 | 2009 | 2012 | 2014 | 2017 | 2019 | 2022 | 2024 |